# بالگردگاه بیمارستان عمومی داگلاس
بالگردگاه بیمارستان عمومی داگلاس (به انگلیسی: Douglas Community Hospital Heliport) یک فرودگاه خصوصی است. این فرودگاه در شهر رسبورگ، اورگن کشور ایالات متحده آمریکا قرار دارد و در ارتفاع ۱۳۷ متری از سطح دریا واقع شده‌است.